# Eustrotia ectosema
Eustrotia ectosema är en fjärilsart som beskrevs av George Francis Hampson. Eustrotia ectosema ingår i släktet Eustrotia och familjen nattflyn. Inga underarter finns listade i Catalogue of Life.